# Évol
|  | Aquest article tracta sobre la planta. Vegeu-ne altres significats a «Évol (desambiguació)». |

L'évol o matacà (Sambucus ebulus) és una planta de la família de les adoxàcies.

## Particularitats
Aquesta planta és originària de l'Europa meridional i central i l'Àsia del Sud-oest. Normalment viu als herbassars higronitròfils, en sòls humits a la vora de camins, séquies i marges de camps de conreu.
L'évol és una planta herbàcia i perenne que creix fins a una altura de 150 cm amb una tija erecta i robusta. Les fulles són oposades i pinnades. Desprenen una pudor característica. A l'extrem superior de les tiges hi ha un corimbe d'uns 10 cm de diàmetre amb flors generalment blanques, rarament roses. El fruit madur, en drupa, globular i negre, produeix un suc de color porpra.
L'évol era considerat com a planta medicinal en la medicina tradicional casolana, però actualment aquesta planta es qualifica com a tòxica, car els fruits, la tija i les fulles són molt purgants i poden ser perillosos si s'administren als infants.
En anglès l'évol rep el nom de Danewort ('herba dels danesos'), a causa de la llegenda que a les Illes Britàniques només creix als llocs on varen tindre lloc batalles contra aquesta tribu germànica.